# Lúčnica nad Žitavou
Lúčnica nad Žitavou je obec na Slovensku. Leží v okrese Nitra v Nitranském kraji. Žije zde 985 obyvatel.
Obec se nachází v severovýchodní části Podunajské nížiny, 3,4 km od města Vráble a 18,9 km od krajského města Nitra. Východním okrajem protéká řeka Žitava.
Obec vznikla v roce 1960 sloučením Martinové (první písemná zmínka pochází z roku 1437) a Vajky nad Žitavou (první písemná zmínka pochází z roku 1113). Nacházejí se zde dvě pozdně barokní památky z 18. století – zámeček a římskokatolický kostel. V katastru části obce Lúčnica nad Žitavou se nachází poutní místo (kalvárie) Studnička. Přístup ke Studničce je po polní cestě z Vajky nad Žitavou – místní části obce Lúčnica nad Žitavou.